# جون هيوز (لاعب كرة قدم أمريكية)
جون هيوز (بالإنجليزية: John Hughes)‏ هو لاعب كرة قدم أمريكية أمريكي، ولد في 27 أبريل 1989 في غاهانا في الولايات المتحدة.

## وصلات خارجية
- جون هيوز على موقع إي إس بي إن.كوم (أن.أف.أل)3
- جون هيوز على موقع مرجع كرة القدم المحترفة.كوم (الإنجليزية)